# Lions de Washington
Les Lions de Washington sont une franchise professionnelle de hockey sur glace de la Ligue américaine de hockey basée à Washington aux États-Unis qui a existé de 1941 à 1949.

## Histoire
Fondée en 1941 pour jouer dans la Ligue américaine de hockey, les Lions évoluèrent deux saisons avant d'être dissous en raison de la Seconde Guerre mondiale.

En 1947, l'équipe fit sa réapparition au sein de la LAH avant d'être déménagée deux ans plus tard à Cincinnati où ils devinrent les Mohawks de Cincinnati.
Nota: D'autres franchises portèrent le nom de Lions de Washington: en ECHL (1944-1947) et en Eastern Hockey League (1951-1953 et 1954-1957).

## Statistiques
| Saison    | PJ | V  | D  | N | Pts | BP  | BC  | Classement Final | Séries éliminatoires |
| --------- | -- | -- | -- | - | --- | --- | --- | ---------------- | -------------------- |
| 1941-1942 | 56 | 20 | 30 | 6 | 46  | 160 | 172 | 3e division Est  | Éliminés au 1er tour |
| 1942-1943 | 56 | 14 | 34 | 8 | 36  | 184 | 272 | 3e division Est  | Non qualifiés        |
| 1947-1948 | 68 | 17 | 45 | 6 | 40  | 241 | 369 | 6e division Est  | Non qualifiés        |
| 1948-1949 | 68 | 11 | 53 | 4 | 26  | 179 | 401 | 6e division Est  | Non qualifiés        |